# Стефан Шиллер

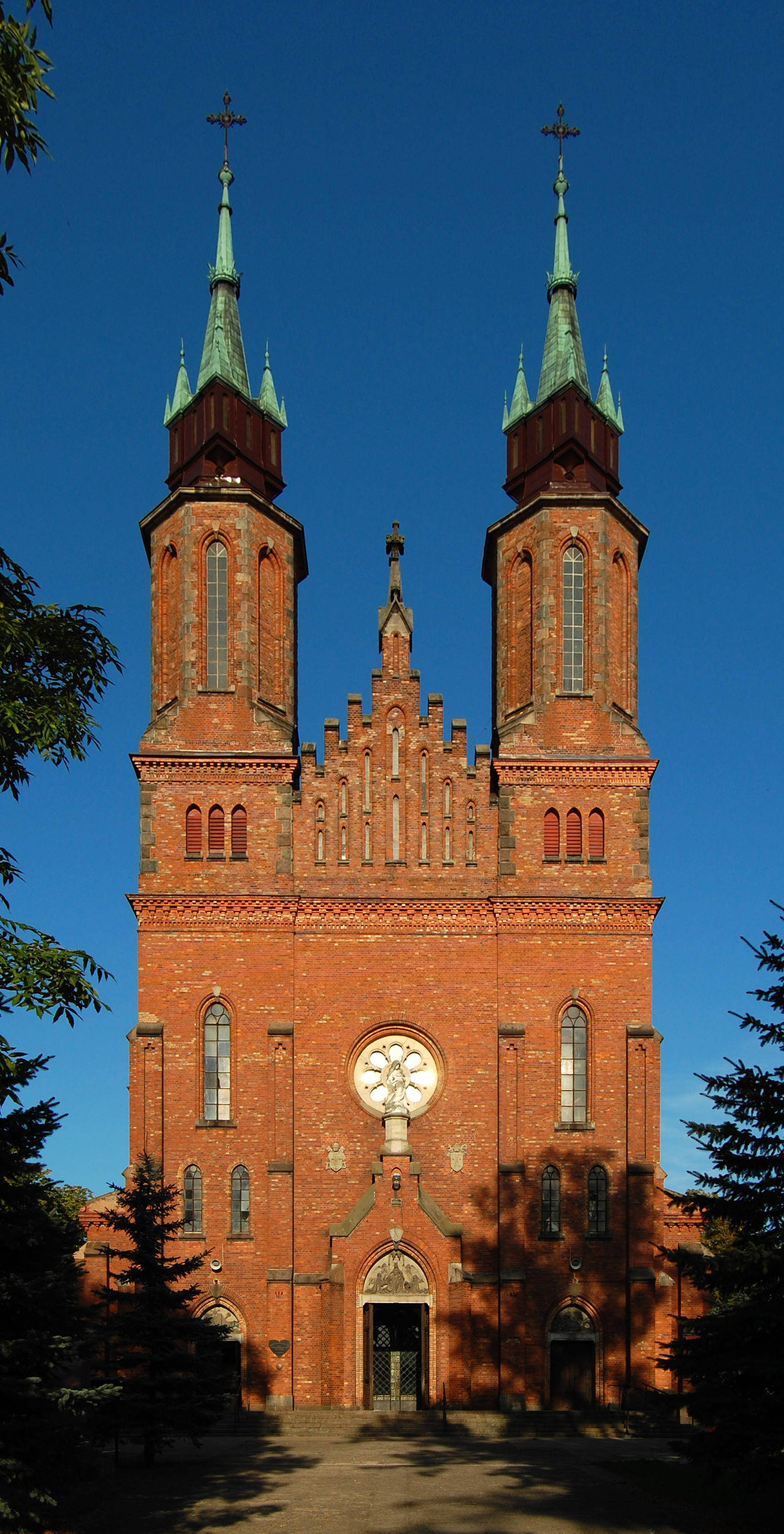
Костел в Осецьку

Стефан Шиллер (пол. Stefan Szyller; 4 вересня 1857, Варшава — 22 червня 1933, Кутно) — польський архітектор, представник еклектики, академік Петербурзької академії мистецтв.

## Біографія
Народився в 1857 році у Варшаві.
Випускник Петербурзької академії мистецтв (1881). Отримав нагороди даної академії: малу срібну медаль (1878), велику срібну (1879), малу золоту медаль (1880) за програму «Проект Міської Думи», велику золоту медаль (1881) за програму «Проект Окружного Суду в столиці». У 1888 році С. Шиллеру присвоєно звання академіка.
У 1888 році Стефан Шиллер переїхав до Варшави. У самому місті та його околицях він спроектував та декорував близько 700 будівель та споруд, створених в стилях ренесансу і бароко, й відновив багато історичних будівель. Шиллер був головним редактором архітектурного журналу і архітектором міста Варшави. Також працював викладачем у художній школі Варшави.
Автор двох книг:
- Чи є у нас польська архітектура? (1916)
- Традиція народної архітектури в польській архітектурі (1917)

## Найвідоміші роботи
- Бібліотека і ворота Варшавського університету (1899—1901, спільно з А. Яблонським),
- головний будинок Варшавського політехнічного інституту (1899—1901),
- будівля Товариства заохочення витончених мистецтв (нині Національна галерея мистецтв (1900),
- архітектурний декор мосту Понятовського (1905—1913),
- костел у Ковелі (1924—1939, спільно з Веславом Кононовичем)[3][4][5].

Крім того, Стефан Шиллер є автором проектів близько сотні будинків, переважно у Варшаві, і численних костелів.

## Галерея

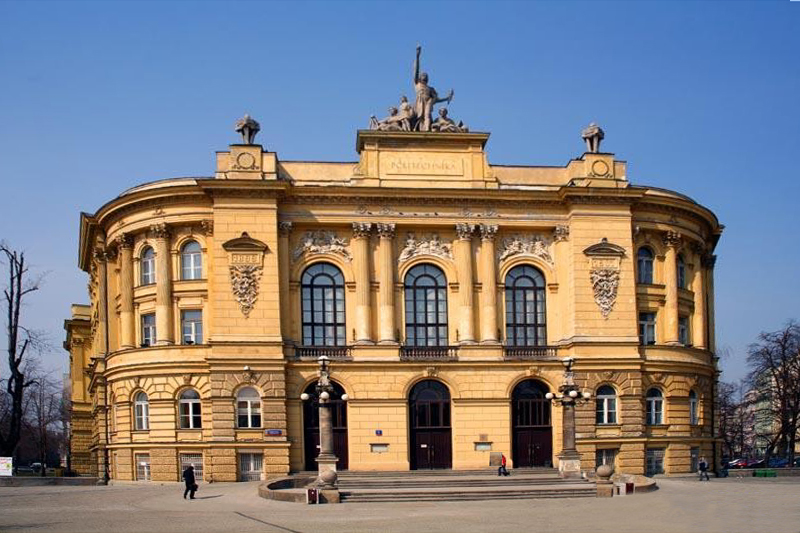
Будівля Варшавського політехнічного інституту
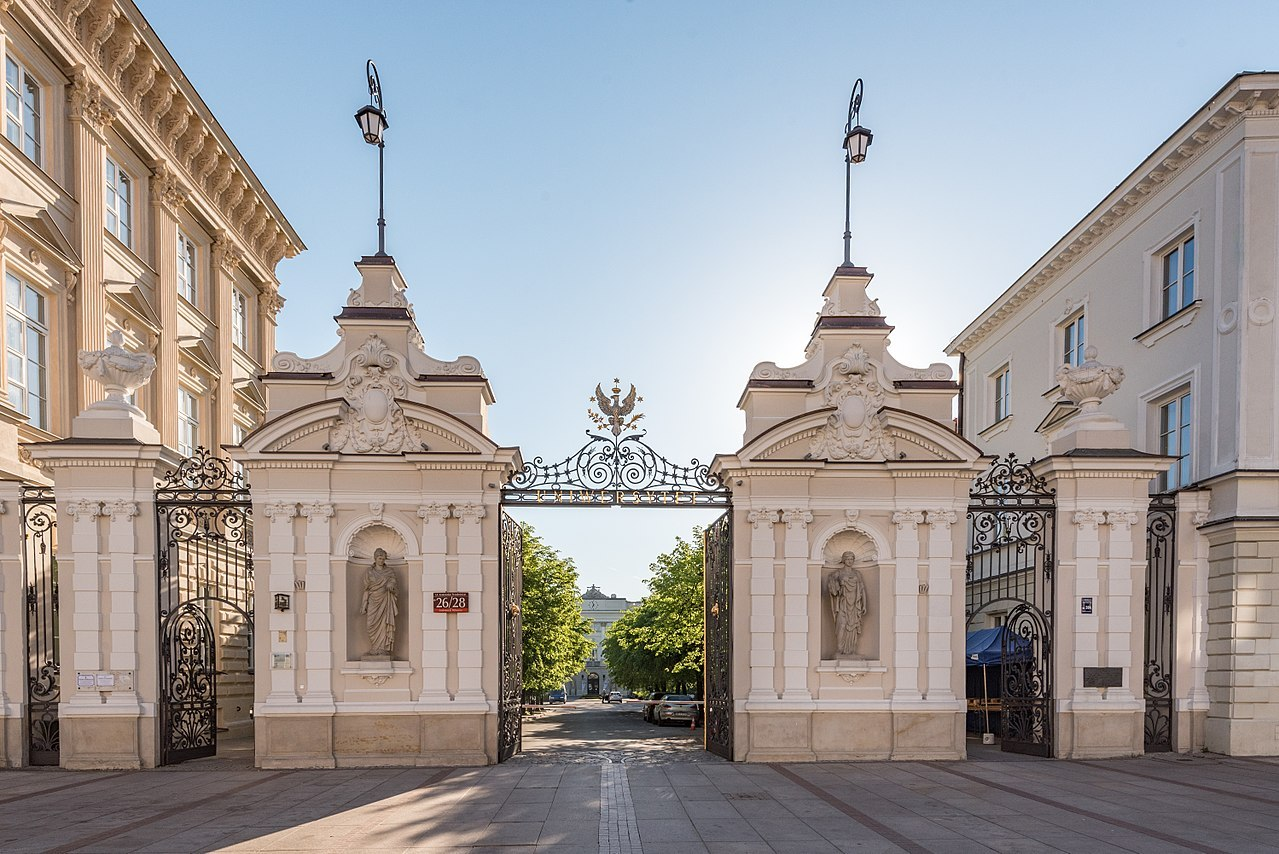
Бібліотека і ворота Варшавського університету
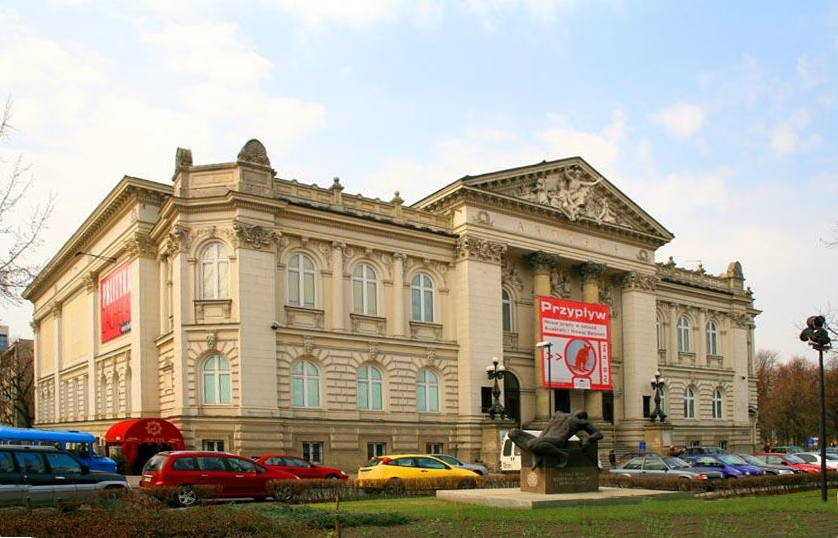
Національна галерея мистецтв у Варшаві
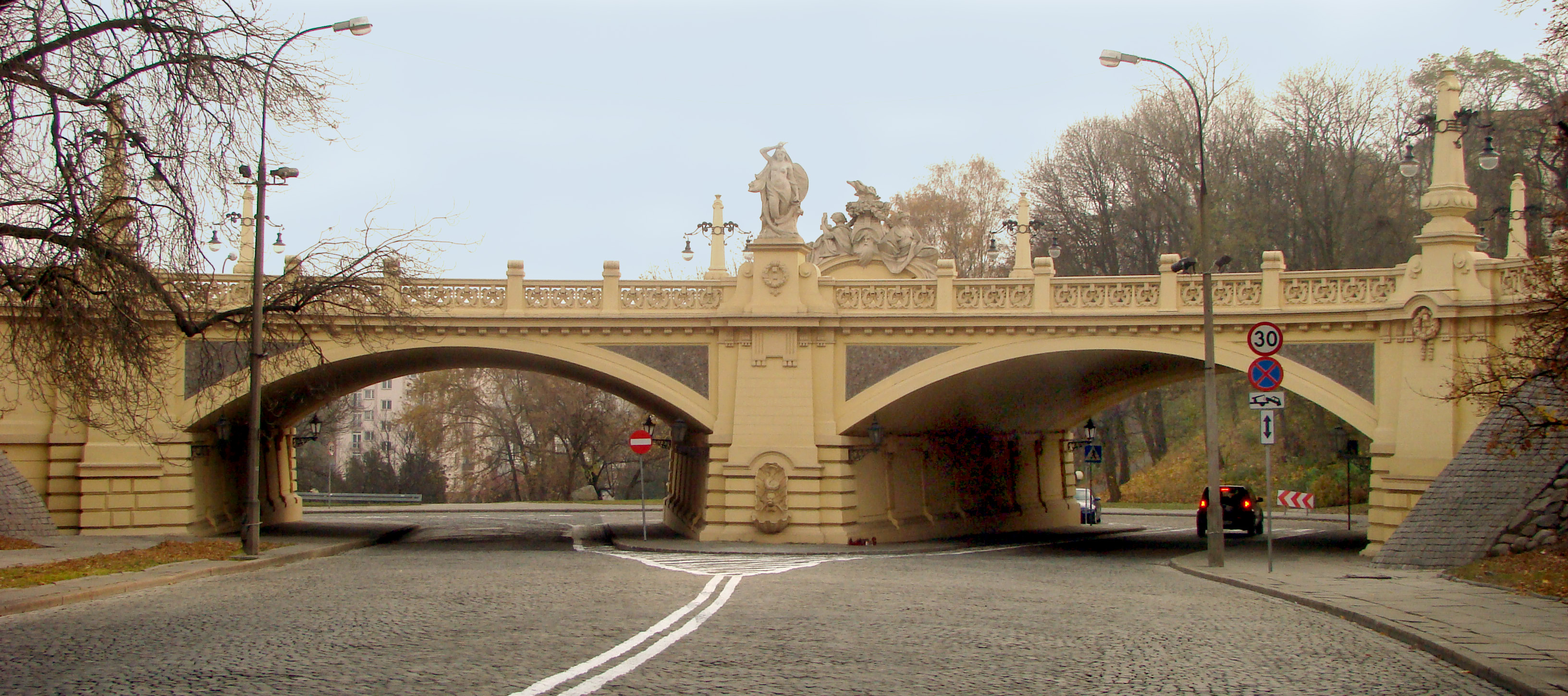
Віадук імені Станіслава Маркевича у Варшаві
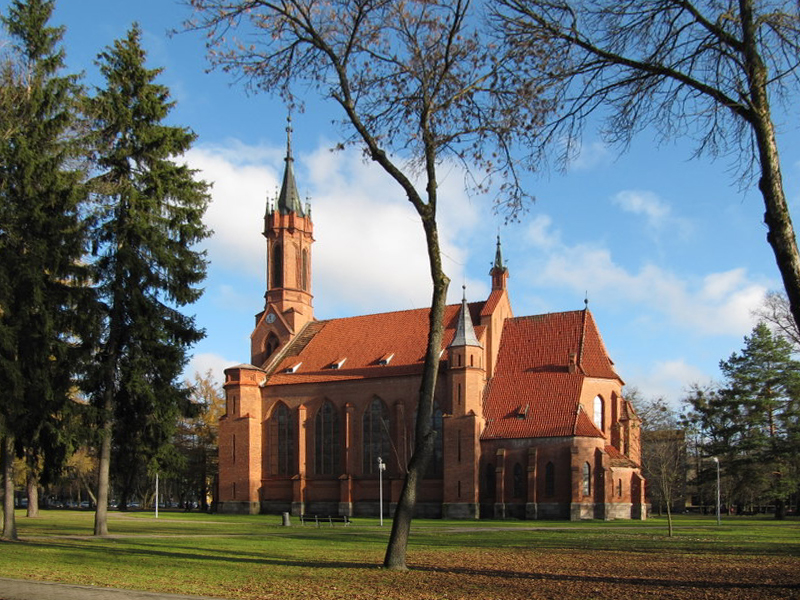
Костел у Друскінінкаї (нині територія Литви)
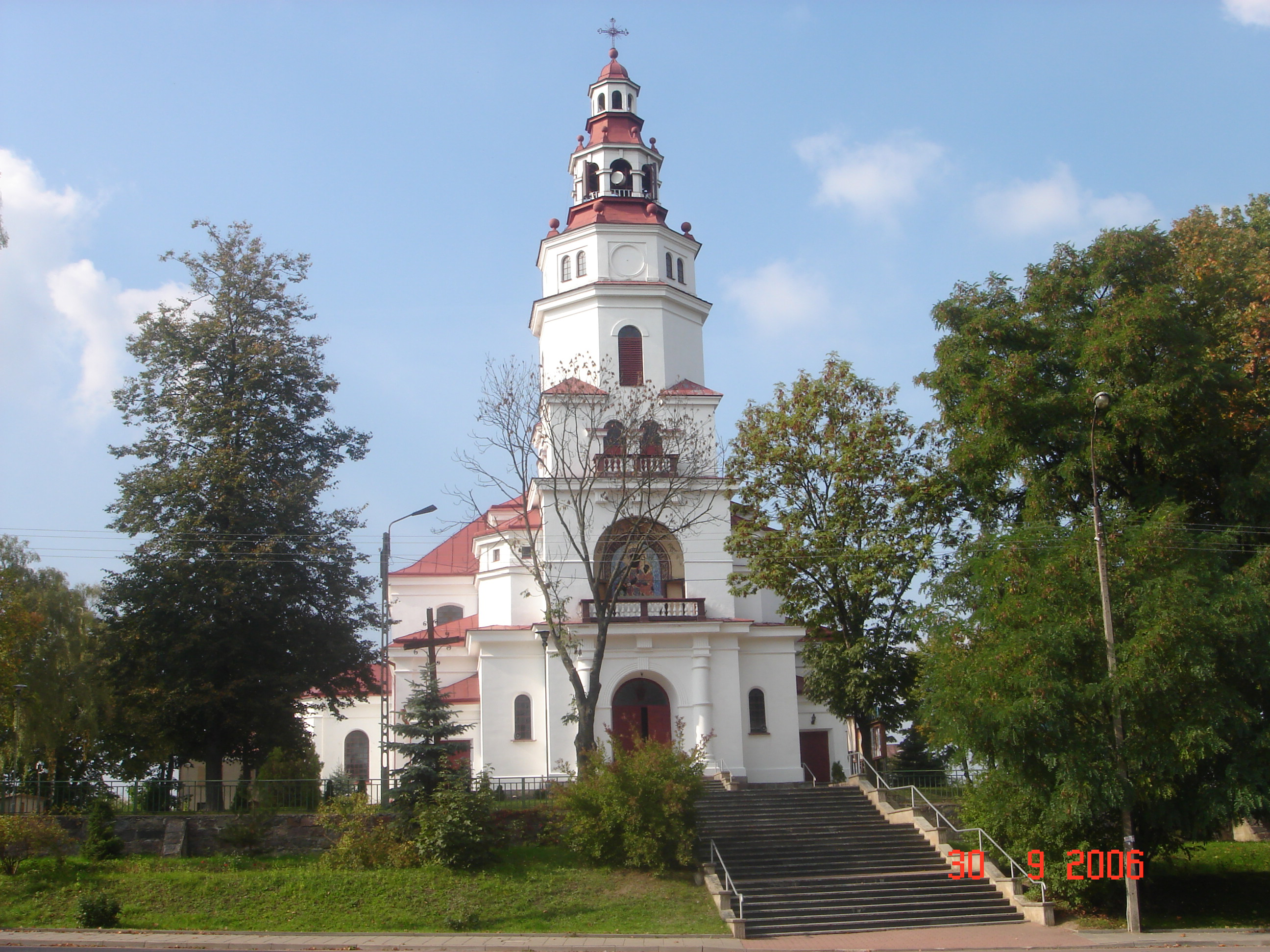
Костел у Монках
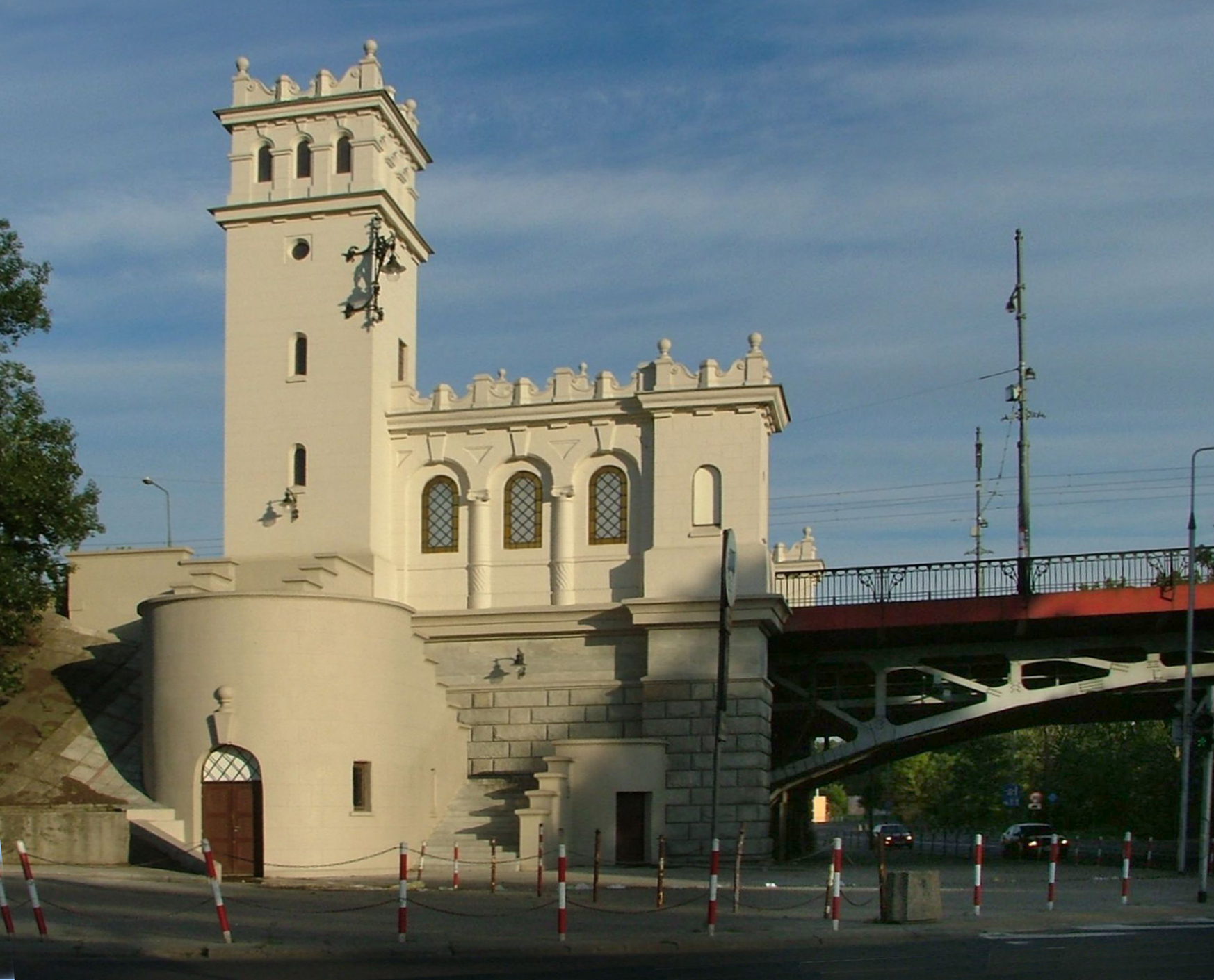
Міст Понятовського